# Eisenbahntruppen

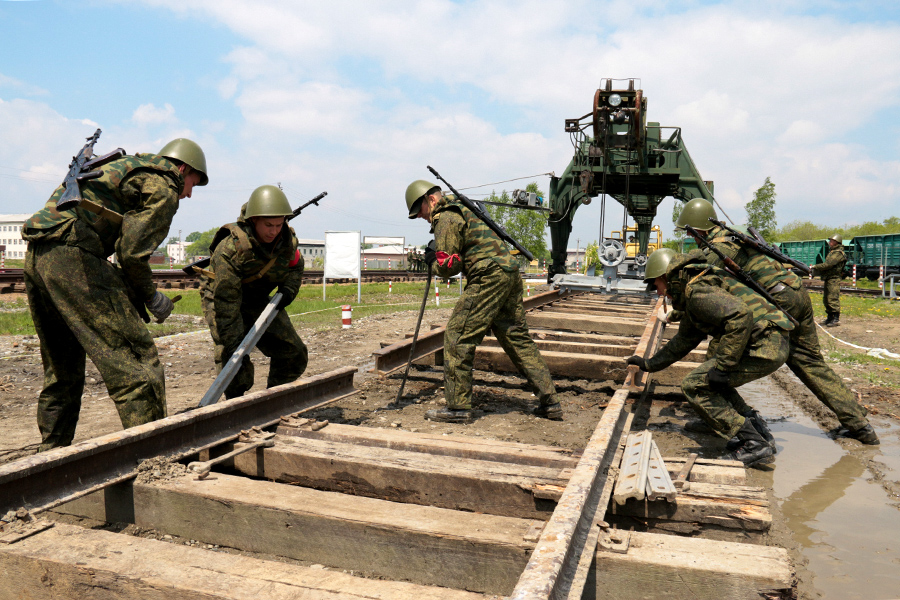
Eisenbahntruppen bei einem Wettbewerb

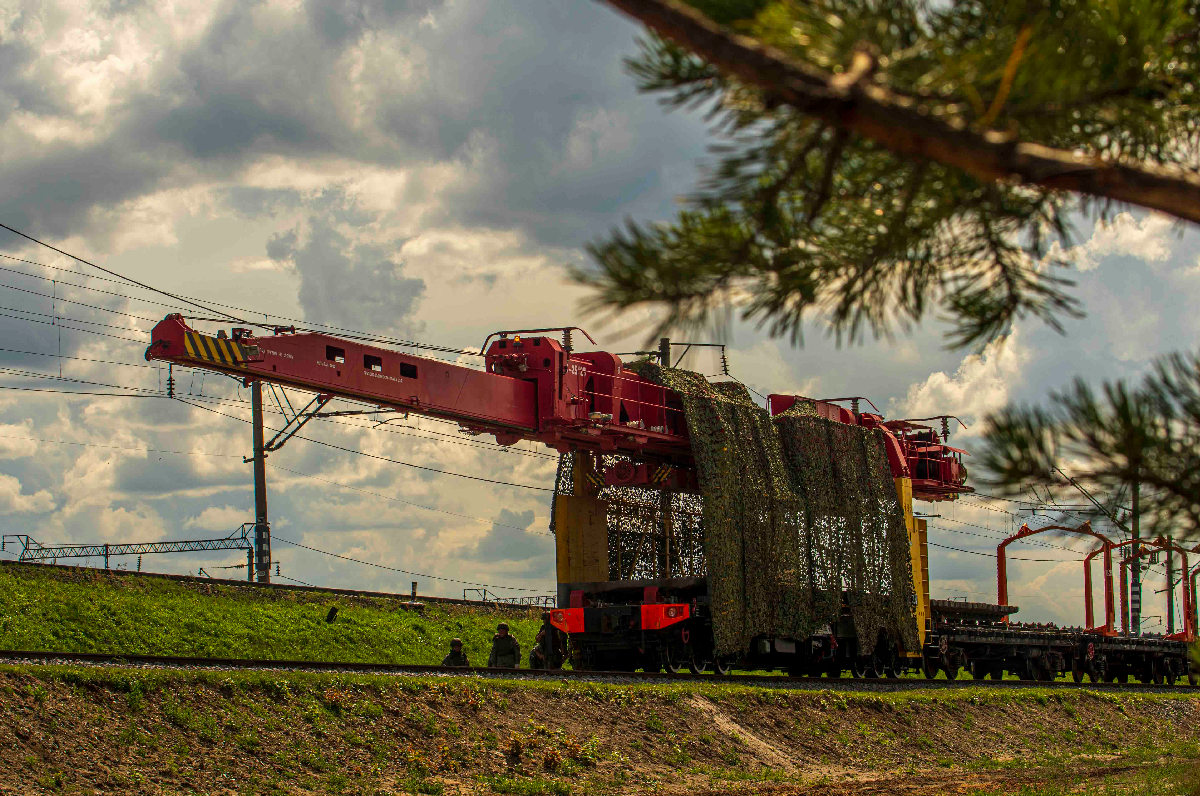
Getarnter Schienenverlegekran

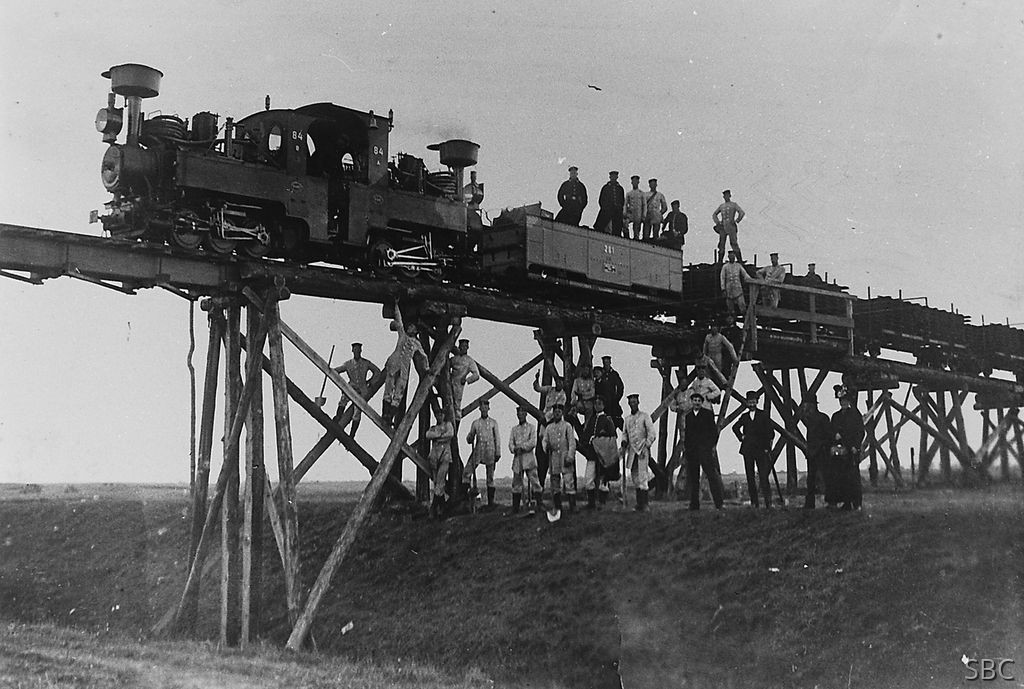
Feldbahnübung Pritzwalk-Parchim-Sternberg

Eisenbahntruppen sind Militärabteilungen, die auch als Eisenbahnpioniere bezeichnet werden. Sie bauen, reparieren, betreiben oder zerstören militärisch relevante Eisenbahnstrecken und die dazugehörende Infrastruktur.

## Geschichte
Die Aufstellung von Eisenbahntruppen wurde bei den meisten Großmächten mit dem Aufkommen, dem raschen Ausbau und der wachsenden Bedeutung des Eisenbahnnetzes veranlasst, als die Vorteile der Eisenbahn für den Transport von Truppen, schweren Waffen und Nachschub erkannt wurden. Ursprünglich geschah das im deutschsprachigen Raum unter der Bezeichnung „Feldeisenbahnwesen“. In vielen Staaten gab es im Frieden keine oder nur sehr kleine Einheiten dieser Art.

### Sezessionskrieg
Im Sezessionskrieg wurde seitens der Nordstaaten sämtliche Eisenbahnstrecken General McClellan mit uneingeschränkter Vollmacht unterstellt. Anfangs formierte MacClellan ein Konstruktionskorps aus einfachen Soldaten, doch erkannte er bald, dass die mangelhafte Vorbildung der Truppen für technische Arbeiten ein militärisch organisiertes Korps mit technisch vorgebildeten Zivilingenieuren und Arbeitern erforderte. Im Laufe des Krieges wuchs diese Truppe auf etwa 25.000 Mann an. Sie war in Bauabteilungen mit Unterabteilungen für Strecken- und Brückenbau sowie in Betriebsabteilungen eingeteilt.
Die Bauabteilungen hatten die Aufgabe, neue Linien zu bauen, zerstörte Bahnanlagen zu reparieren oder gegebenenfalls auch zu zerstören. Die Betriebsabteilungen sorgten für die Beschaffung und richtigen Einsatz des Betriebsmaterials und den Betriebsdienst. Unter Umständen wurden für größere Bauten Zivilarbeiter herangezogen, so beispielsweise bis zu 1.400 Zimmerleute beim Bau der Etowah- und der Chattahoocheebrücke.
Der große und oft entscheidende Einfluss, den diese Eisenbahnabteilungen im Sezessionskrieg auf den Kriegsverlauf ausübten, veranlasste die europäischen Staaten, ähnliche Formationen zu bilden.

### Deutschland

#### Preußen

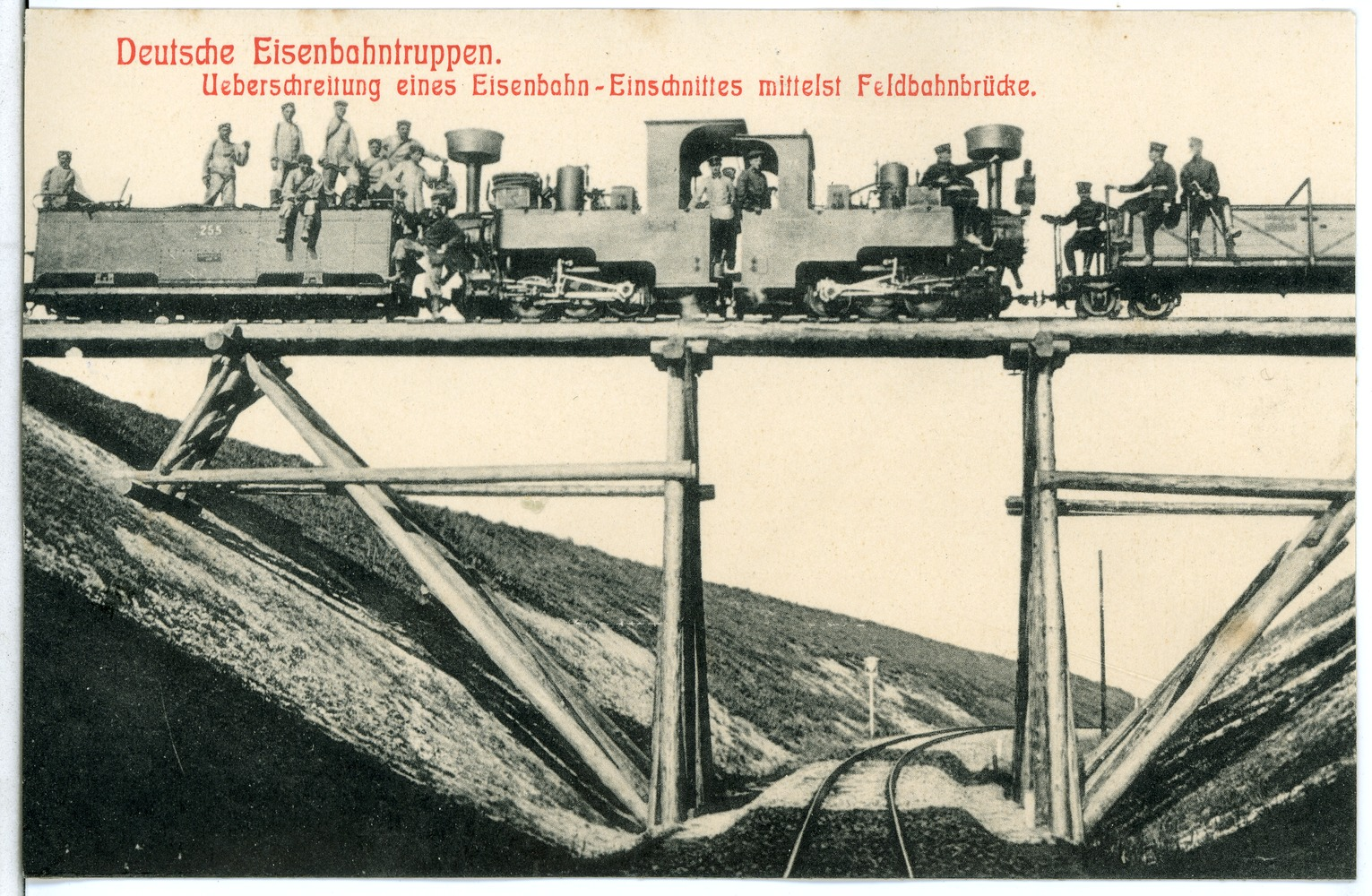
Zwillingsdampflokomotive mit Hilfstender auf einer Pionierbrücke bei der Heeresfeldbahnübung 1909

Preußen schuf 1866 bei der Mobilmachung im Deutschen Krieg drei Eisenbahnabteilungen, die aus je zwölf vom Handelsministerium zur Verfügung gestellten Eisenbahntechnikern und einem Militärdetachement von etwa 50 Mann bestanden.
Das II. Eisenbahnregiment war dabei mit der Königlich Preußischen Militäreisenbahn bei Berlin verbunden. Diese dem Militärfiskus gehörende Bahn wurde von der Königlichen Direction der Militäreisenbahn verwaltet.
Die Tätigkeit der Eisenbahnregimenter war ähnlich derjenigen der amerikanischen Bauabteilungen, während besondere, vom Handelsministerium formierte Betriebskommissionen den Betriebsdienst auf den okkupierten Bahnen regelten.
Die Erfahrungen aus dem Deutschen Krieg führten zur Planung einer ständigen militärischen Organisation des Feldeisenbahnwesens, mit dem schon im Frieden ein Stamm von im Eisenbahnwesen ausgebildetem Personal bereitgehalten werden sollte, was aber bis zum Beginn des Deutsch-Französischen Krieges 1870 nicht erreicht werden konnte. Im Deutsch-Französischen Krieg von 1870/71 wurde der Transport von Truppen, deren Bewaffnung und des Nachschubs per Eisenbahn bereits ein Bestandteil der Mobilmachung und der Operationsführung. In etwa vier Wochen konnten dabei in 1.492 Zügen aus den deutschen Staaten insgesamt etwa 630.000 Mann, 170.000 Pferde sowie 18.000 Geschütze und Fahrzeuge in das Grenzgebiet und nach Frankreich gebracht werden. In Preußen wurde daher mit Allerhöchster Kabinettsorder (A.K.O.) vom 19. Mai 1871 das Eisenbahn-Bataillon Nr. 1 in Berlin aufgestellt.

#### Bayern

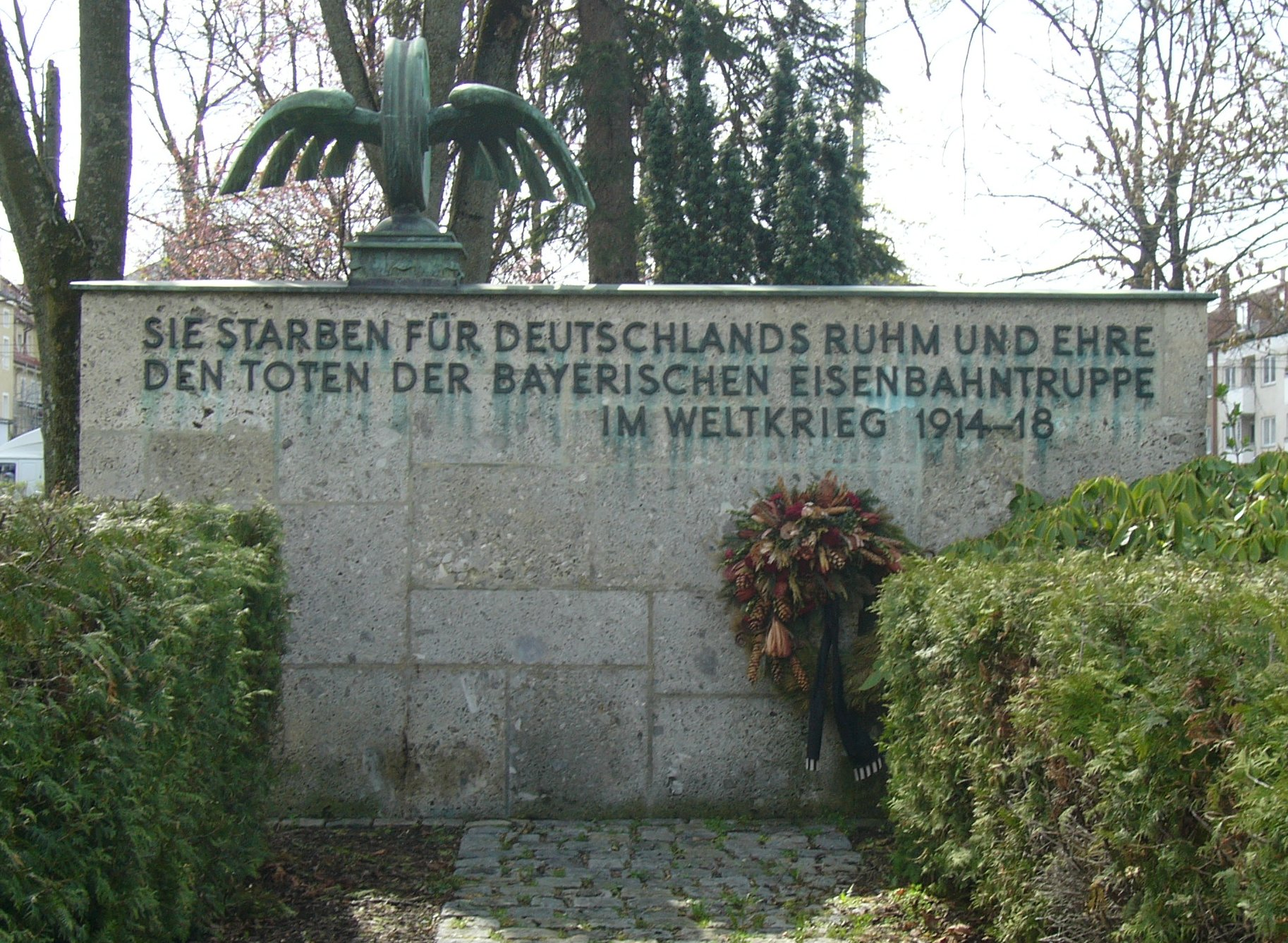
Denkmal für die Gefallenen der Bayerischen Eisenbahntruppe

In Bayern gab es bis zum Ersten Weltkrieg das Königlich Bayerische Eisenbahn-Bataillon. Es wurde im August 1914 ausgehend von seinen 569 Soldaten im Frieden auf die Kriegsstärke von 3105 Soldaten und 163 Pferden aufgestockt und zum ersten und einzigen Mal mobilgemacht. Aus den drei Kompanien im Frieden wurden so in kurzer Zeit 12 Kompanien, 15 mobile Bahnhofskommandanturen, eine Panzerzugbesatzung, eine Militärbetriebsabteilung und die Dienststelle eines Stabsoffiziers der Eisenbahntruppen gebildet. Die Eisenbahntruppen wurden in nachweislich etwa 878 Kriegsformationen aufgeteilt. Bis 1918 entstanden dabei auch 14 Baukompanien und 14 Betriebskompanien allein aus dem Münchener Eisenbahn-Bataillon. Während die Truppen- und Materialbewegungen über große Entfernungen zum Standard gehörten, entwickelte sich das Feldbahnen-System zu einem unverzichtbaren Transportmittel im Stellungs- und Grabenkrieg.
An die Bayerische Eisenbahntruppe erinnert heute ein Denkmal auf dem Gelände des Bundeswehrverwaltungszentrums in München, Dachauer Straße 128, Ecke Hedwig-Dransfeld-Allee. Es ist öffentlich zugänglich.

#### Deutsches Reich
1870 wurden wieder Feldeisenbahnabteilungen formiert und zwar fünf preußische und eine bayerische. Diese waren jedoch wesentlich besser ausgestattet als 1866: Jeweils 20 Ziviltechniker, 4 Offiziere und etwa 200 Vorarbeiter und Soldaten standen pro Abteilung zur Verfügung. Außerdem wurden für größere Bauaufgaben zusätzlich Zivilarbeiter beschäftigt. Den Betrieb auf den okkupierten Bahnstrecken übernahmen wiederum Betriebskommissionen. Die Eisenbahnabteilungen wurden im Deutsch-Französischen Krieg vielfach eingesetzt, so bei der Reparatur zerstörter Brücken und beim Bau der Bahn zur Umgehung der Festung Metz.

#### Organisation der preußischen Eisenbahntruppen ab 1871
In Preußen wurde am 1. Oktober 1871 ein preußisches Eisenbahnbataillon gebildet, der Stamm für das spätere Eisenbahnregiment und für die am 1. April 1890 aufgestellte Eisenbahn-Brigade, die anfangs zwei später drei Regimenter zu je zwei Bataillonen mit je vier Kompanien zählte. Es folgten weitere Eisenbahn-Bataillone wie sächsische, württembergische etc. mit je vier Kompanien. Im Einzelnen wurden folgende Einheiten arrangiert:
- Verkehrstruppen ab 1. Oktober 1871

Aufbauend auf Feldeisenbahn-Abteilung mit Eisenbahn-Bataillon, Luftschiffer-Abteilung, Inspektion Telegrafentruppe, im Verband mit Ingenieurs- und Pionier-Korps.
- Eisenbahn-Regiment Nr. 1  Stiftungstag 30. Dezember 1885, Standort Berlin (1875–1890 mit Luftschiffer-Abteilung)
- Eisenbahn-Regiment Nr. 2  Stiftungstag 20. Februar 1890, Standort Berlin
- Eisenbahn-Regiment Nr. 3  Stiftungstag 11. August 1892, Standort Berlin

Der Eisenbahn-Brigade waren eine Depotverwaltung und eine Betriebsabteilung für den Betrieb der Königlich Preußischen Militär-Eisenbahn zugeteilt, deren Offiziere und Mannschaften abwechselnd von verschiedenen Einheiten der Brigade gestellt wurden.
Die Eisenbahntruppen gehörten seit dem 1. Oktober 1899 zu den Verkehrstruppen und waren damit der Inspektion der Verkehrstruppen unterstellt. Die Mannschaften wurden im Eisenbahnbau und Eisenbahnbetriebsdienst ausgebildet und waren dazu bestimmt, sowohl die früheren Feldeisenbahnabteilungen durch Eisenbahnkompanien, wie die Betriebskommissionen durch Eisenbahnbetriebskompanien und Militäreisenbahndirektionen zu ersetzen. Im Krieg wurden die Eisenbahntruppen durch Reserven und Landwehren verstärkt.
Zur Ausbildung der Eisenbahntruppen war dem Heer die Verwaltung der Bahnlinie Berlin – Zossen – Jüterbog (Königlich Preußische Militär-Eisenbahn) übertragen worden.
Die Wissensvermittlung fand auf dem Flugplatz Sperenberg statt, der über ein südlich des gleichnamigen Bahnhofes von der Militärbahn abzweigendes Anschlussgleis erreicht wurde.
Neben diesen Einrichtungen zum Bau und Betrieb von normalspurigen Eisenbahnen verwalteten die Eisenbahntruppen Material, um Feldbahnen zu errichten und zu betreiben. Im August und September 1909 wurde im Rahmen einer Heeresfeldbahnübung unter Mitwirkung preußischer und bayrischer Eisenbahnpioniere in Sachsen eine knapp 37 Kilometer lange Feldbahn errichtet.

#### Erster Weltkrieg

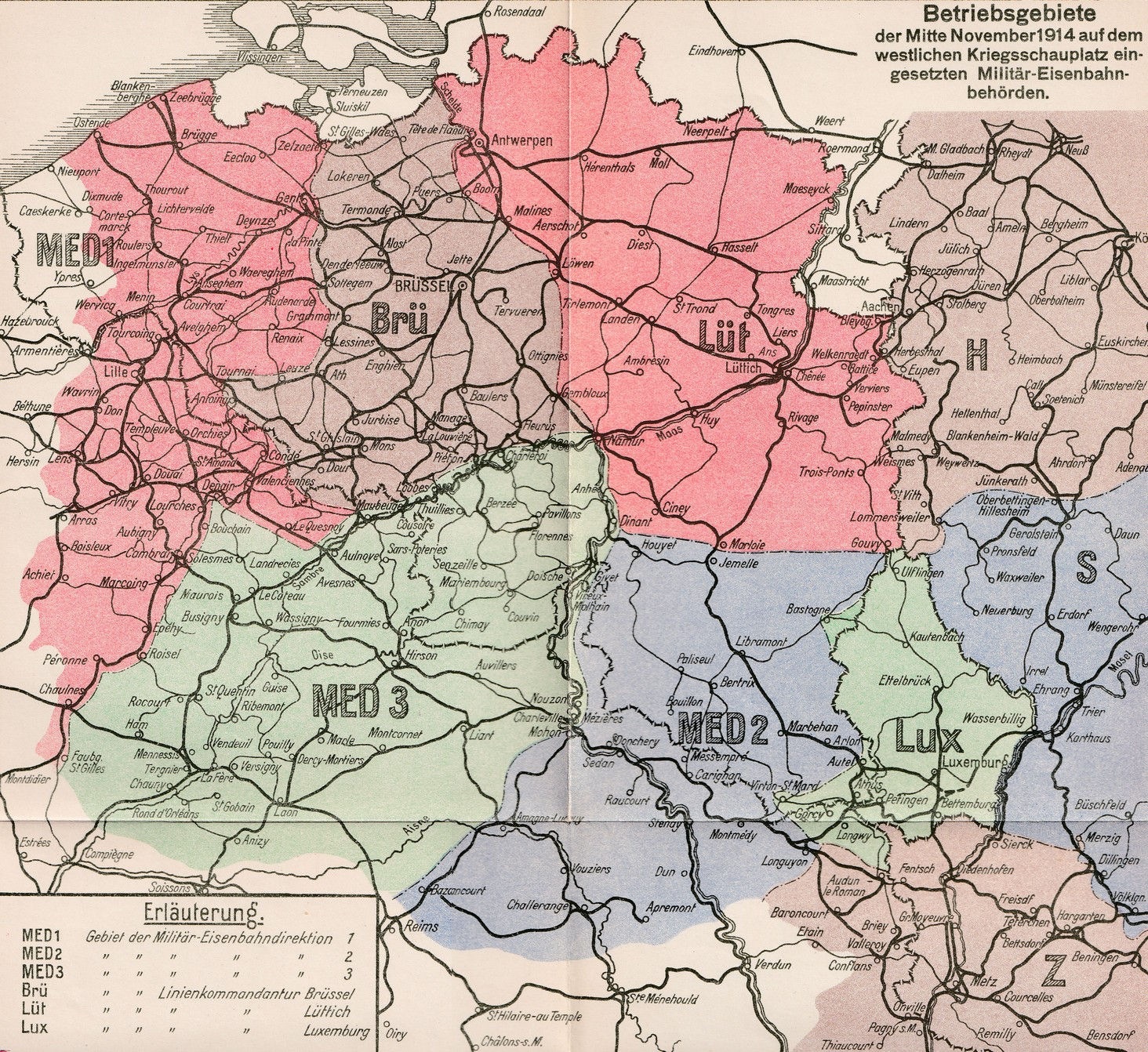
Die Militäreisenbahndirektionen und Linienkommandaturen an der Westfront im November 1914

Die Eisenbahntruppen wurden im Ersten Weltkrieg in großem Umfang hinter der Front zum Transport von Truppen und Material eingesetzt. Die Feldbahnen unterstanden dem Chef des Feldeisenbahnwesens (FECH). In den besetzten Gebieten Frankreichs und im besetzten Belgien wurden zur Verwaltung und dem Betrieb der dort erbeuteten Eisenbahnanlagen drei Militäreisenbahndirektionen gebildet:
- Militäreisenbahndirektion M.E.D. 1 in Lille
- Militäreisenbahndirektion M.E.D. 2 in Sedan
- Militäreisenbahndirektion M.E.D. 3 in Charleroi, ab September 1916 in Hirson[5]

An der Ostfront wurden folgende Militäreisenbahndirektionen eingerichtet:
- Militäreisenbahndirektion M.E.D. 4 in Warschau ab 5. August 1915[6]
- Militäreisenbahndirektion M.E.D. 5 in Kowno ab 20. August 1915[7]
- Militäreisenbahndirektion M.E.D. 6 in Brest-Litowsk ab Oktober 1915 durch Umwandlung der Linien-Kommandantur in Łódź[8]
- Militäreisenbahndirektion M.E.D. 7 in Nisch (heute Niš) ab 15. Oktober 1915[9]
- Militäreisenbahndirektion M.E.D. 8 in Schaulen in Kurland (heute: Litauen) ab 5. November 1915 durch Ausgliederung aus der Direktion 5[10]
- Militäreisenbahndirektion M.E.D. 9 in Bukarest, ab 29. November 1916[11]
- Militäreisenbahndirektion M.E.D. 10 in Krajowa (heute Craiova) in Rumänien ab 20. Dezember 1917[9]
- Militäreisenbahndirektion M.E.D. 11 in Dorpat (heute Tartu) ab März 1918[9]

Der deutsche Militärwissenschaftler George Soldan schrieb ein Jahrzehnt später:

„Große Aufgaben erwuchsen den Eisenbahntruppen bei Großangriffen im Stellungskrieg. Kurz vor dem Großangriff wurden Zuführungsgleise für schwerste Batterien, Gleiskurven und -Klauen für Eisenbahngeschütze und Kolonnenausladestellen gebaut. Geheimhaltung vor dem Feind war ein wichtiges Erfordernis für diese Arbeiten. Im Bewegungskrieg mußte die Eisenbahntruppe anstreben, den vormarschierenden Armeen so dicht zu folgen, daß der mit anderen Transportmitteln zu überbrückende Raum auf ein Mindestmaß beschränkt wurde.“

Etwa 100.000 Soldaten haben im Ersten Weltkrieg die Uniform der Militäreisenbahner mit dem „E“ auf den Schulterklappen und Schulterstücken getragen. 152 Offiziere und 3138 Mannschaften der deutschen Eisenbahntruppen fielen bis 1918 in Europa, auf dem Balkan, in Italien und im Osmanischen Reich. 31 Offiziere der Eisenbahntruppen verloren in den Reihen der Freiwilligen der Fliegertruppen als Piloten und Beobachter ihr Leben. Von den deutschen Zivileisenbahnern fielen etwa 14.000 Mann, dabei überwiegend diejenigen, die als Soldaten an der Front kämpften.
Gegen Ende des Ersten Weltkrieges wurden außerhalb Deutschlands Strecken mit etwa 20.000 Eisenbahnkilometern betrieben. Dazu gehörten fast 7.000 Lokomotiven und etwa 180.000 Wagen. Neben den etwa 100.000 deutschen Eisenbahn-Soldaten dienten etwa 70.000 Beamte der deutschen Länderbahnen auf diesen Strecken. Dazu kamen als Arbeitskräfte etwa 45.000 Kriegsgefangene sowie etwa 220.000 ausländische Eisenbahner und Ortskräfte.
Der Friedensvertrag von Versailles verbot für Deutschland unter anderem das Fortbestehen von Eisenbahntruppen nach 1919. Etwa 200 Veteranenvereine der Mineure und der Verkehrstruppen pflegten in der Zwischenkriegszeit eine auch politisch motivierte Erinnerung, die vom Ausdruck der Anerkennung als „Frontkämpfer“ bis hin zum politischen Protest gegen die Siegermächte des Ersten Weltkrieges reichte.

#### Zweiter Weltkrieg
Auch im Zweiten Weltkrieg wurden auf deutscher Seite Eisenbahntruppen eingesetzt (vgl. auch SS-Eisenbahnbaubrigaden). In der Wehrmacht bestand ab 1939 der Befehlshaber der Eisenbahneinheiten (Bedeis) im OKH, welcher Ende 1940 zum Befehlshaber der Eisenbahntruppen und schließlich Anfang 1944 zum General der Eisenbahntruppen wurde. Diese Dienststellen hatte der Oberst/Generalmajor/Generalleutnant Otto Will inne.

#### DDR
Eisenbahnpionierausbildungsregiment-2 (EPiAR-2) in Doberlug-Kirchhain

#### Bundesrepublik Deutschland und DDR
Die Bundeswehr stellte kurz nach ihrer Gründung eine Eisenbahnpionierlehr- und Versuchskompanie auf, die 1961 als (Sp)PiLVsuKp 872 vom Spezialpionierlehr- und Versuchsbataillon 870 des Territorialheeres übernommen wurde. Die Kompanie wurde 1974 aufgelöst. Ihre Aufgaben übernahmen danach andere Pioniereinheiten.
In der NVA gab es hingegen weiterhin Eisenbahnpioniereinheiten. Somit endete erst mit der Auflösung der NVA 1990 die Geschichte der Eisenbahntruppen in Deutschland.

### Schweiz

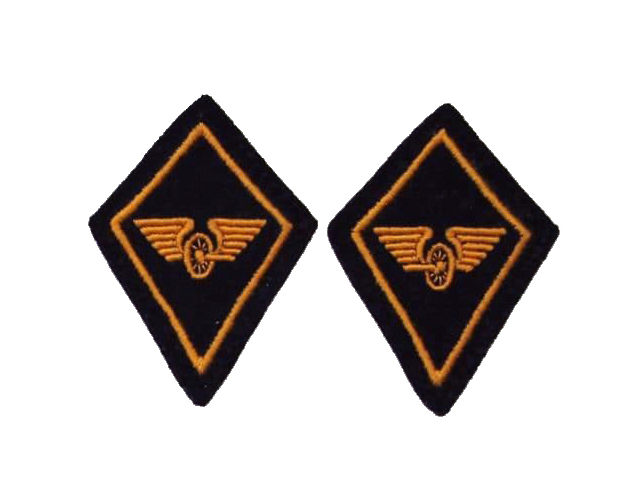
Kragenspiegel des Militäreisenbahndienstes

In der Schweizer Armee gab es bis 2003 den Dienstzweig Militäreisenbahndienst und darüber hinaus noch für einige Jahre die sogenannten Eisenbahnsappeurkompanien. Er betrieb in Zürich die zehnstöckige unterirdische Kommandoanlage K85, welche durch den Hirschengrabentunnel zugänglich war. Heute dient die Anlage als Notausgang aus dem Tunnel und kann öffentlich nicht besichtigt werden.

## Eisenbahntruppen in der Gegenwart
- Italien unterhält ein Eisenbahnpionierregiment, heute das einzige Regiment seiner Art in der NATO.
- Russland unterhält seit dem 19. Jahrhundert (siehe Eisenbahntruppen der russischen Streitkräfte) bis heute Eisenbahntruppen. Diese rückten beispielsweise im Mai 2008 in Abchasien ein, um dort zerstörte Bahnlinien wieder aufzubauen und zu reparieren.[16]
- Das spanische Heer verfügt nach wie vor über eine Eisenbahnkompanie. Deren Geschichte beginnt 1872, als beide Pionierregimenter des Landes je um eine Eisenbahnkompanie ergänzt werden. 1884 entstand daraus ein Eisenbahnbataillon mit zwei Kompanien, 1912 ein Eisenbahnregiment mit acht aktiven und acht nicht aktiven Kompanien. Die 1936 bestehenden zwei Eisenbahnregimenter mit jeweils zwei Bataillonen werden während des spanischen Bürgerkriegs aufgelöst und stattdessen die Gruppe der Eisenbahn-Betriebs- und Übungsbataillone und die Gruppe der Eisenbahnpionierbataillione geschaffen. Diese werden 1963 wieder zu den entsprechenden Regimentern und 1994 zum Eisenbahnregiment 13 (Regimiento de Ferrocarriles Nº 13) verschmolzen. Im Zuge von dessen Auflösung 2008 wird eine Eisenbahnkompanie in das Regimiento de Pontoneros y Especialidades de Ingenieros nº 12 integriert.[17][18] Diese Kompanie existiert zumindest im März 2023 noch.[19]